# 1885 au Canada
Pour un article plus général, voir Chronologie du Canada.
Cet article traite des événements qui se sont produits durant l'année 1885 au Canada.

## Événements

### Politique
- 1er juillet : les États-Unis dénoncent le traité de 1871 déterminant les droits de pêche réciproques.
- 25 novembre : création du parc national Banff, le premier parc national au pays.
- Le premier chapitre de la Société Saint-Jean-Baptiste en Alberta est fondé à Saint-Albert.
- Le gouvernement fédéral adopte une loi sur l'immigration chinoise qui impose une taxe aux nouveaux arrivants.

### Rébellion du Nord-Ouest

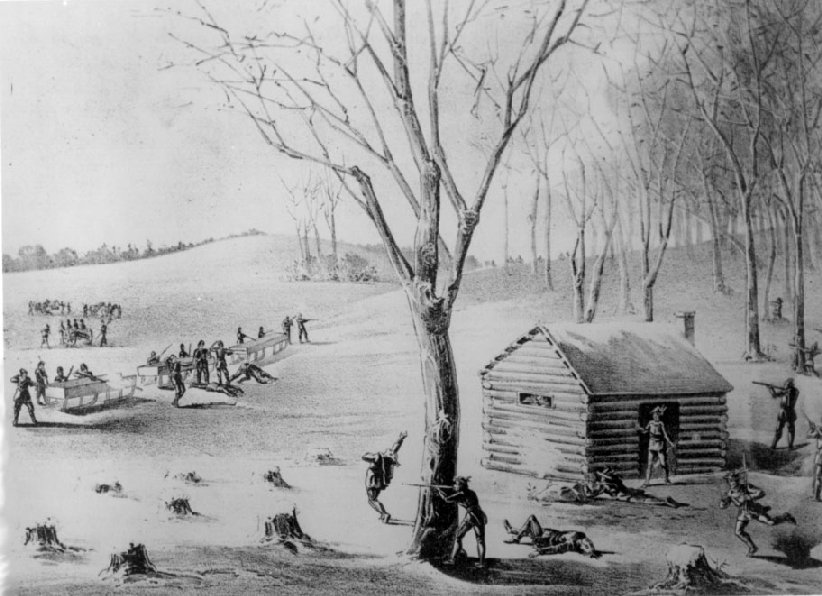
Bataille de Duck Lake

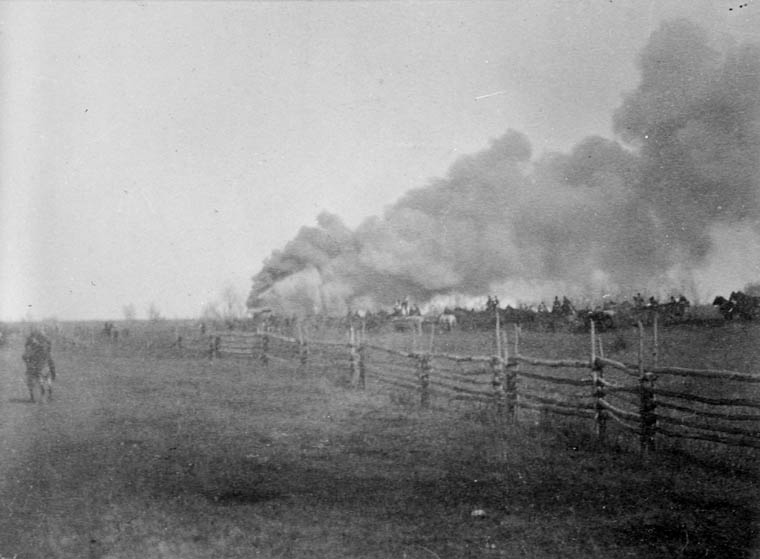
Début des hostilités à Batoche

- 19 mars : Louis Riel forme un gouvernement provisoire dans laquelle il dresse une liste de revendications et une force militaire pour plier les autorités fédérales aux concessions demandées en 1884. Il forme une alliance avec les Indiens. Les colons blancs et les métis anglais refusent de rompre avec les autorités fédérales. Le clergé dénonce l’insurrection.
- 26 mars : bataille de Duck Lake. Début de la Rébellion du Nord-Ouest en Saskatchewan. Après quelques succès, les métis sont écrasés par les forces du général Middleton.
- 15 avril : les Indiens Cris s'emparent de Fort Pitt.
- 24 avril : bataille de Fish Creek.

- 2 mai : bataille de Cut Knife.
- 9 - 12 mai : bataille de Batoche à l’issue de laquelle la milice canadienne écrasera la nation métis, dirigée par Louis Riel, lors de la seconde révolte du nord-ouest.
- 15 mai : reddition de Louis Riel. Gabriel Dumont s'enfuit aux États-Unis.
- 26 mai : le chef cri Pitikwanhanapiwiyin, dit Poundmaker, se rend au général Frederick Middleton.
- 28 mai : Bataille de Frenchman Butte.

- 3 juin : bataille de Loon Lake. Les Indiens doivent capituler à leur tour après quelques pillages et massacres de blancs et doivent accepter le régime des réserves.

- 2 juillet : capture de Big Bear.
- 28 juillet : procès de Louis Riel.

- 16 novembre : Louis Riel, reconnu coupable par un jury anglophone, est pendu à Regina.
- 22 novembre : assemblée du Champ-de-Mars à Montréal à la suite de l'exécution de Louis Riel. Wilfrid Laurier et Honoré Mercier y prononcent des discours accusant John A. Macdonald de l'avoir abandonné à la haine des fanatiques.

### Justice
- Le procès de Louis Riel comprenant les avocats Christopher Robinson, Britton Bath Osler, George Burbidge, David Lynch Scott et Thomas Chase-Casgrain fut considéré comme étant pro anglophone et devait diviser les communautés francophones et anglophones.
- Les rites du Potlatch sont rendus illégaux.

### Sport

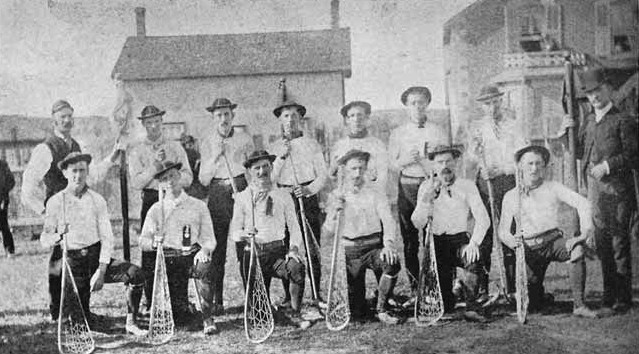
Équipe de crosse en 1885

- Louis Cyr est le champion nord-américain des hommes forts.
- Fondation de la Canadian League (en) qui fut une ligue mineure au baseball en Ontario.

### Économie

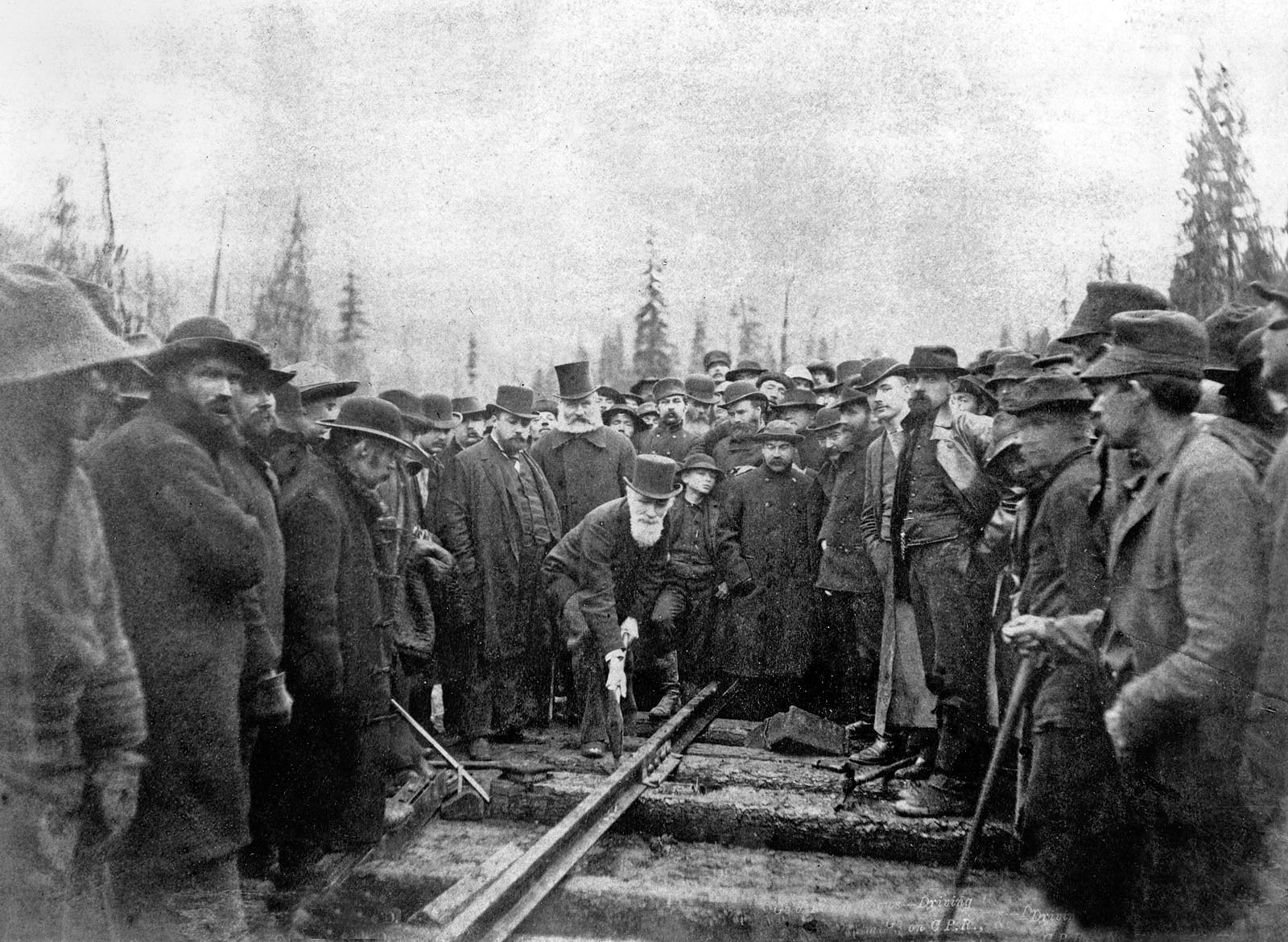
Donald Alexander Smith pose le dernier clou du chemin de fer transcontinental.

- 17 novembre :  la ligne de chemin de fer transcontinentale du Canadien Pacifique est complété. La colonisation agricole atteint la partie méridionale des Territoires du Nord-Ouest.

### Science
- 29 septembre : Sigismund Mohr réussit à faire éclairer à l'électricité la Terrasse Dufferin à Québec.

### Culture
- 24 février : Louis-Honoré Fréchette fait publier dans le journal La Patrie La cage de la Corriveau. Il relance la légende de la Corriveau.

### Religion
- 10 juillet : érection du Diocèse de Nicolet au Québec et Elphège Gravel en est son premier évêque.
- Implantation des Frères maristes à Iberville au Québec.
- Adrien-Gabriel Morice est missionnaire au Fort St. James en Colombie-Britannique.

## Naissances
- 11 janvier : Gordon Daniel Conant, premier ministre de l'Ontario par intérim.
- 4 février : Cairine Wilson, première femme à être sénatrice du Canada.
- 23 mars : Louis Even, religieux et militant pour le crédit social.
- 3 avril : 
  - Frère Marie-Victorin, religieux et botaniste.
  - Allan Dwan, réalisateur, scénariste et producteur.
- 27 juin - Arthur Lismer, artiste.
- 23 juillet - Izaak Walton Killam, financier
- 31 juillet - Charles Avery Dunning, Premier ministre de la Saskatchewan.
- 3 août - Charles Hibbert Tupper, homme politique
- 16 août : Alexandre Vachon, archevêque d'Ottawa.
- 23 octobre : Lawren Harris, artiste.
- 5 novembre : Edgar Sydney Little, sénateur
- 5 décembre : Ernest Cormier, architecte
- 24 décembre : Abraham Albert Heaps, chef syndical.
- Thomas B. Costain, nouvelliste.

## Décès

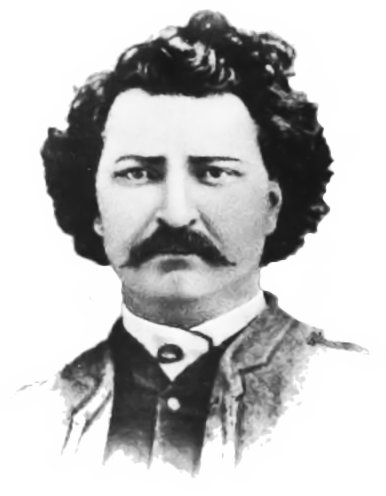
Louis Riel

- 13 janvier : Gilbert Girouard, homme politique.
- 10 février : Henry Wolsey Bayfield, officier de marine et cartographe.
- 25 février : Joseph-Édouard Cauchon, homme politique.
- 10 avril : Côme-Séraphin Cherrier, homme politique.
- 18 mai : James Colledge Pope, premier ministre de l'Ile-du-Prince-Édouard.
- 8 juin : Ignace Bourget, évêque de Montréal.
- 17 juillet : Jean-Charles Chapais, homme politique et Père de la Confédération.
- 18 août : Francis Hincks, homme politique.
- 16 novembre : Louis Riel, « père » du Manitoba, chef métis (° 1844).